# 桧原川
桧原川（ひばるがわ）は、福岡県福岡市の油山を源流とし、福岡市南区桧原7丁目付近で駄ケ原川に合流する準用河川である。